# Cassio (bande dessinée)
Pour les articles homonymes, voir Cassio.
Cassio est une série de bande dessinée écrite par Stephen Desberg et dessinée par Henri Reculé. Ce thriller historique bascule entre présent du XXIe siècle et passé du IIe siècle. Le premier tome est sorti sous le simple titre Le Premier Assassin en juin 2007 chez Le Lombard, avant d'être réédité en mars 2009 avec une nouvelle maquette de couverture.
La série comprendra trois cycles de quatre tomes : le premier dévoile qui sont les quatre assassins du personnage principal, le second cycle expliquera pourquoi ils se sont ligués contre Cassio, et le troisième montrera comment Cassio a échappé à l’attentat.

## Description

### Synopsis
145 après Jésus-Christ, Lucius Aurelius Cassio, un des hommes les plus riches et les plus influents de Rome, est victime d’une conjuration. Au cœur de sa propre demeure, quatre assassins masqués le frappent de leur poignard.
Près de deux mille ans plus tard, l’enquête commence. L’archéologue Ornella Grazzi découvre des parchemins de la main de Cassio. Elle cherche, page après page, à dévoiler les visages des quatre meurtriers.

### Histoire
De nos jours, en Turquie, à quelques kilomètres au sud d'Éphèse, l’archéologue Ornella Grazzi découvre avec ses collègues dans un caverne un portrait qui daterait au milieu du IIe siècle après Jésus-Christ.
C'est Lucius Aurelius Cassio. Inconnu pour le professeur Bilirgi, l'homme du portrait ne pourrait être, d'après lui, ni empereur ni prophète ou même gladiateur puisque son nom n'est mentionné nulle part dans les dossiers du ministère de la culture. Mais, pour la belle Ornella Grazzi qui s'est renseignée, il s'agit l'un des hommes les plus puissants et les plus riches de Rome durant le règne d'Antonin le Pieux. Sa disparition est inexpliquée, car on le découvre un matin, en l'an 145, le corps percé de quatre coups de couteau, baignant dans son sang. L'enquête est pourtant menée par les questeurs de l'empereur lui-même, mais le dossier finit très vite par être refermé sans connaître le véritable meurtrier.
D'autres textes, quelques années plus tard, laissent entendre que cet homme assassiné ne serait pas mort…
Et plus encore, il est parvenu à survivre à son meurtre puisqu'il s'est vengé…

### Personnages
- Ornella Grazzi : Une jeune archéologue romaine, passionnée par ce mystérieux avocat-médecin Lucius Aurelius Cassio, veut démasquer ses quatre assassins. Même si les preuves sont difficiles à récolter deux mille ans après le meurtre, il semble bien que l’inquiétante ombre de cette machination plane sur la jeune italienne…

- Aurelius Cassio : L’un des avocats les plus puissants et les plus riches de Rome, fils d’un citoyen de Rome et d’une princesse égyptienne de Thèbes, il vécut sa jeunesse à Éphèse. Habile orateur, il devient un avocat réputé. Mais pour l’empereur, il sera surtout un puissant médecin dont les poudres mystérieuses font des miracles. Sa disparition a été brutale. Un matin, en 145 après Jésus-Christ, on retrouve son corps percé de quatre coups de couteau.

- Lucas Tanhaüser : Un sombre collectionneur richissime par qui le meurtre aurait été parfait si sa gouvernante n'avait pas sauvé Ornella Grazzi : il s'intéresse également à l'avocat-médecin, surtout aux poudres et non pas seulement aux quatre assassins. À la fin du tome du premier cycle, il apparait en vérité comme associé des services secrets.

## Genèse
Inséparables depuis 1998, Stephen Desberg et Henri Reculé ont fini de travailler ensemble sur leur deuxième tome du dernier livre de la jungle librement inspirés des Le Livre de la jungle et The Second Jungle Book (en) de Rudyard Kipling, mais, en même temps, rien ne les empêche de parler leur prochaine nouvelle série qui aura pour titre Cassio :

« Cela fait quelques années que nous travaillons ensemble. Nous parlons donc beaucoup des projets à venir. Les récits historiques m’intéressent beaucoup, et je souhaitais réaliser une série qui avait pour cadre l’Égypte ancienne. Stephen Desberg a été emballé par mon envie de réaliser une série historique, mais il souhaitait plutôt l’axer dans la Rome antique. Finalement, comme nous avons envie de voyager avec le personnage principal et d’aller de ville en ville. Pour Le Premier Assassin, nous avons opté pour Éphèse, l’ancienne Turquie. Cela fait partie des bonnes surprises que je peux avoir avec Stephen. Nous ne partions pas sur ce postulat-là lorsque nous avons commencé à réfléchir à Cassio. Mais petit à petit, il a eu cette idée de raconter l’histoire sur deux époques différentes. Ce n’est pas une ficelle scénaristique, mais plutôt un double récit qui, d’une certaine manière, se rejoint. Nous avons envie de raconter la vie de Cassio de manière très dramatique. En évitant tout ce qui serait autre chose que la vie des personnages. Stephen a volontairement choisi une période de l’Empire romain où il ne s’est rien passé d’exceptionnel : pas d’Empereur sadique, pas de guerre virulente ou de danger particulier. Cela nous permettait de nous concentrer sur la vie de Cassio, qui va être un personnage important dans l’Empire. Il va susciter la jalousie, la haine, etc. Ce qui provoquera son assassinat... Du moins d’après les textes que retrouve l’archéologue. »

— Henri Reculé.
Le scénariste, alors passionné d’archéologie, d’histoire romaine et marqué par le film Ben-Hur de William Wyler dans son enfance, ajoute un autre personnage, une jeune et belle archéologue Ornella Grazzi au XXIe siècle : « Les deux histoires vont se rejoindre. Le principe de la série consiste en la résolution d’un meurtre qui a été commis durant l’antiquité par une conjuration de quatre assassins. Qui sont ces quatre assassins ? Pourquoi se sont-ils alliés pour abattre Cassio ? Dans chacun des quatre premiers albums, l’archéologue va dénicher des éléments qui vont lui permettre de comprendre les raisons de cette conjuration. Chaque tome abordera une partie de la vie de Cassio et la découverte de l’identité de l’un des assassins. Le lecteur découvrira, à la fin du premier album, qu’il a réchappé à un assassinat. Les enjeux de celui-ci sont fortement liés à notre présent. Je vous rassure, je ne remettrai pas les fondements de l’Église en cause. Le cinquième album sera axé sur la conjuration, et les évènements qui ont poussé les assassins à s’allier. Après, nous aborderons sans doute la vengeance de Cassio. La série s’étalera, au minimum, sur une dizaine de titres, si le public suit ».
Avant d'entamer le troisième tome du dernier livre de la jungle, Reculé dessine déjà vingt pages de la nouvelle série avant de la mettre de côté parce que l'éditeur Le Lombard désire que Le dernier livre de la jungle soit terminé plus tôt possible.
Pour les décors, il se documente beaucoup sur les archéologues qui ont travaillé sur le site d'Ephèse.
Le magazine mensuel BoDoï, pré-publie le 23 mars 2007 quelques planches du premier tome en trois parties dans le numéro 106, 107 et 108.
L'histoire y contient également la vie sociale et économique de l’Empire romain, sans oublier les rapports de force, l’esclavage, la sexualité et la sensualité : « C’est l’un des intérêts de créer une série historique, aborder la morale de l’époque. La sexualité, la nourriture, toutes ces choses rythmaient les journées. Je souhaite une approche ouverte. Il y a quelques années, je n’aurais peut-être pas osé. Mais aujourd’hui j’ai envie d’aller dans cette direction. Cela permet de mieux comprendre les personnages », explique le scénariste.

## Analyse
Quand le premier tome Le Premier Assassin paraît en ce juin 2007, les lecteurs se plaignent du graphisme, qui manquerait de détail. Le dessinateur n'est «pas vraiment d'accord» sauf les planches 1 à 20, excepté la 13, qui lui «semblent moins bonnes». Un autre point revenant de la part des critiques est la comparaison avec Le Scorpion d'Enrico Marini : « Personnellement, je ne trouve pas que nos dessins se ressemblent à ce point… Ce que nous avons vraiment en commun c’est le scénariste ».
Entre-temps, ils se penchent tous les deux sur un scénario pour une autre nouvelle série Empire USA en compagnie de Yann et Enrico Marini : six tomes en une année, dont la sortie paraît du 19 septembre au 5 décembre 2008. C'est ce qui explique sans doute le retard du second tome de Cassio prévue en juin 2008.
L'éditeur Le Lombard demande au dessinateur de renouveler la mise en couleur pour la réédition du premier tome et ce dernier profitant cette occasion corrige et cadre à nouveau quelques vingtaine de planches. Cette réédition se montre alors le 6 mars 2009 en même temps que le second tome Le Second Coup dans les librairies.
Le troisième tome La Troisième Plaie s'entend sortir en septembre de la même année et le quatrième Le Dernier Sang en avril 2010, dernier tome du cycle dans lequel nous ne connaissons pas encore toute l'histoire de Cassio.

## Publications en français

### Revues
- BoDoï nos 106, 107 et 108 à partir du 23 mars 2007

### Albums
Le Cycle des Assassins
- I Le Premier Assassin, Le Lombard,  (ISBN 978-2-8036-2259-7), juin 2007
Scénario : Stephen Desberg - Dessin et couleurs : Henri Reculé
- II Le Second Coup, Le Lombard,  (ISBN 978-2-8036-2404-1), mars 2009
Scénario : Stephen Desberg - Dessin : Henri Reculé - Couleurs : Renaud Angles
- III La Troisième Plaie, Le Lombard,  (ISBN 978-2-8036-2567-3), septembre 2009
Scénario : Stephen Desberg - Dessin : Henri Reculé - Couleurs : Bertrand Denoulet
- IV Le Dernier Sang, Le Lombard,  (ISBN 978-2-8036-2629-8), avril 2010
Scénario : Stephen Desberg - Dessin : Henri Reculé - Couleurs : Bertrand Denoulet

Le Cycle de Rome
- V Le Chemin de Rome, Le Lombard,  (ISBN 978-2-8036-2983-1), avril 2012
Scénario : Stephen Desberg - Dessin : Henri Reculé - Couleurs : Bertrand Denoulet
- VI L'Appel de la souffrance, Le Lombard,  (ISBN 978-2-8036-3054-7), juin 2012
Scénario : Stephen Desberg - Dessin : Henri Reculé - Couleurs : Bertrand Denoulet

Le Cycle de la momie
- VII Le Réveil d'une déesse, Le Lombard,  (ISBN 978-2-8036-3208-4), mai 2013
Scénario : Stephen Desberg - Dessin : Henri Reculé - Couleurs : Kattrin Reculé Henri Reculé
- VIII Le Peintre des morts, Le Lombard
Scénario : Stephen Desberg - Dessin : Henri Reculé
- IX L'Empire des souvenirs, Le Lombard
Scénario : Stephen Desberg - Dessin : Henri Reculé

Remarques concernant les parutions :
- Lors de la première édition, en juin 2007, un ex-libris est offert par le libraire.
- À l'occasion de la sortie du second tome en mars 2009, une réédition du premier tome présente une nouvelle couverture, une nouvelle mise en couleur et un nouveau logo.

### Documentation
- Henri Reculé (interviewé) et Frédéric Bosser, « Cassio : la troisième touche », dBD, no 35,‎ août 2009, p. 64-67.